# Kraljevo
Kraljevo (Servisch: Краљево) is een stad en gemeente gelegen in het district Raška in Centraal-Servië, dicht bij waar de Ibar uitmondt in de Morava. In 2022 telde de stad 111.499 inwoners.

## Naam
Voorheen werd de stad Rudo Polje (Servisch: Рудо Поље), Karanovac (Карановац) en Rankovićevo (Ранковићево) genoemd, totdat Koning Milan I de stad zijn huidige naam gaf.
Kraljevo betekent 'Koningsstad'.

## Plaatsen in de gemeente
| - Adrani - Bapsko Polje - Bare - Bzovik - Bogutovac - Bojanići - Borovo - Brezna - Brezova - Bresnik - Bukovica - Vitanovac - Vitkovac - Vrba - Vrdila - Vrh - Gledić - Godačica - Gokčanica - Grdica - Dedevci - Dolac - Dragosinjci - Dražiniće - Drakčići - Drlupa - Đakovo - Žiča - Zaklopača - Zakuta | - Zamčanje - Zasad - Jarčujak - Kamenica - Kamenjani - Kovanluk - Kovači - Konarevo - Kraljevo - Lađevci - Lazac - Leševo - Lozno - Lopatnica - Maglič - Mataruge - Mataruška Banja - Međurečje - Meljanica - Metikoš - Milavčići - Milakovac - Miliće - Miločaj - Mlanča - Mrsać - Musina Reka - Obrva - Oplanići - Orlja Glava | - Pekčanica - Petropolje - Pečenog - Plana - Polumir - Popovići - Predole - Progorelica - Ravanica - Ratina - Reka - Ribnica - Roćevići - Rudno - Rudnjak - Savovo - Samaila - Sibnica - Sirča - Stanča - Stubal - Tavnik - Tadenje - Tepeče - Tolišnica - Trgovište - Ušće - Cvetke - Cerje - Čibukovac - Čukojevac - Šumarice |

## Galerij

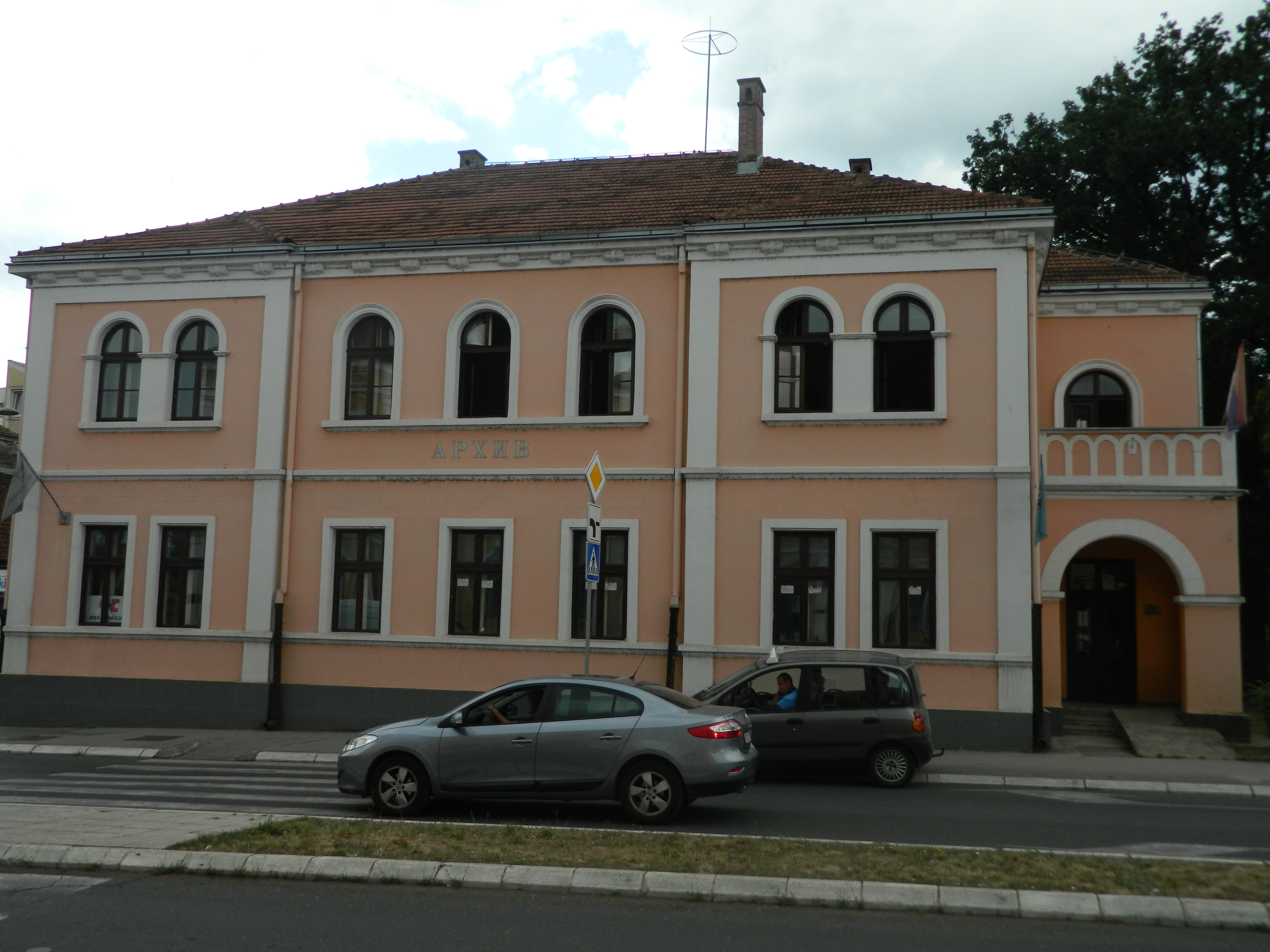
Archiefgebouw
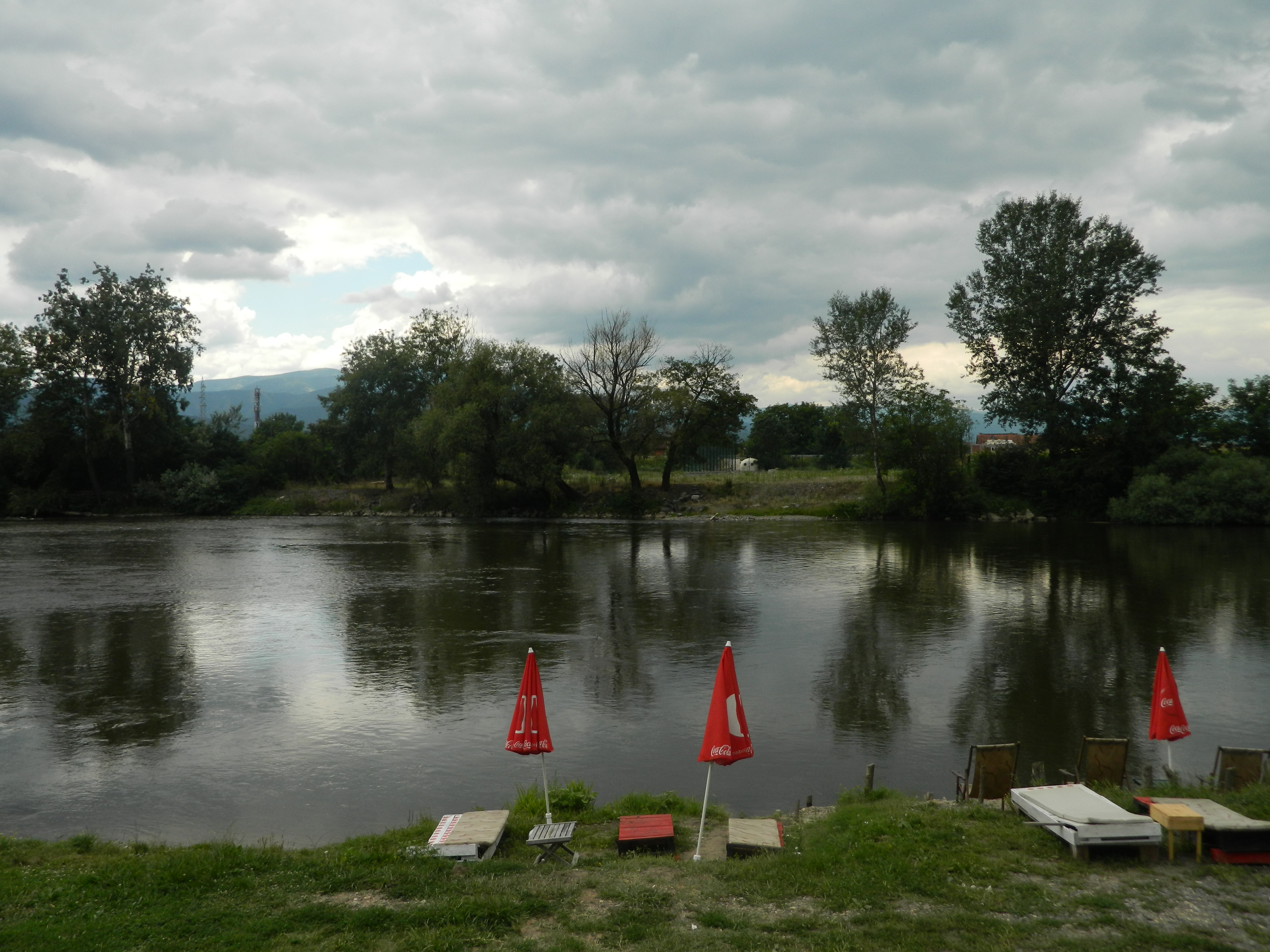
De rivier Ibar
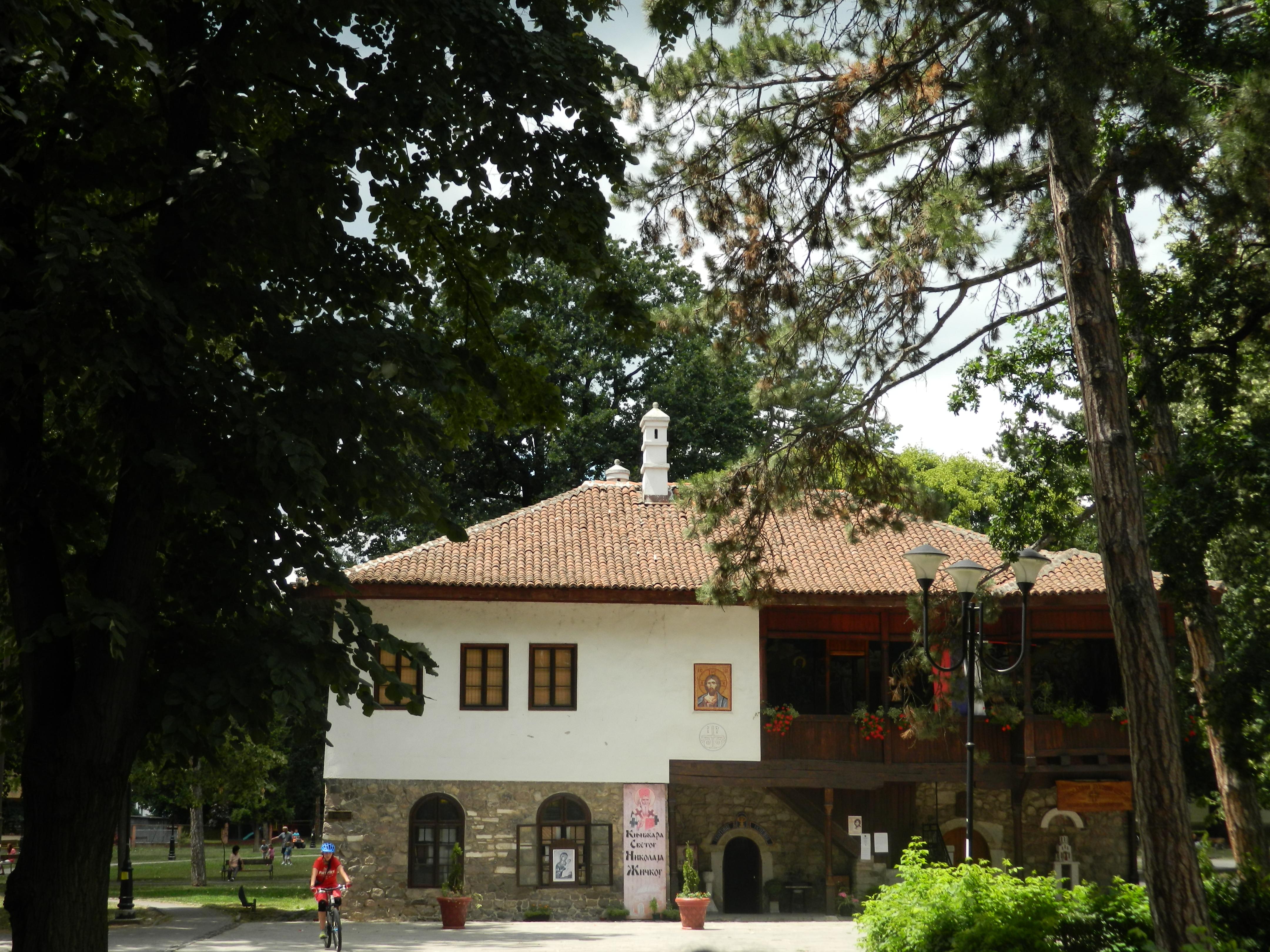
Gradskipark
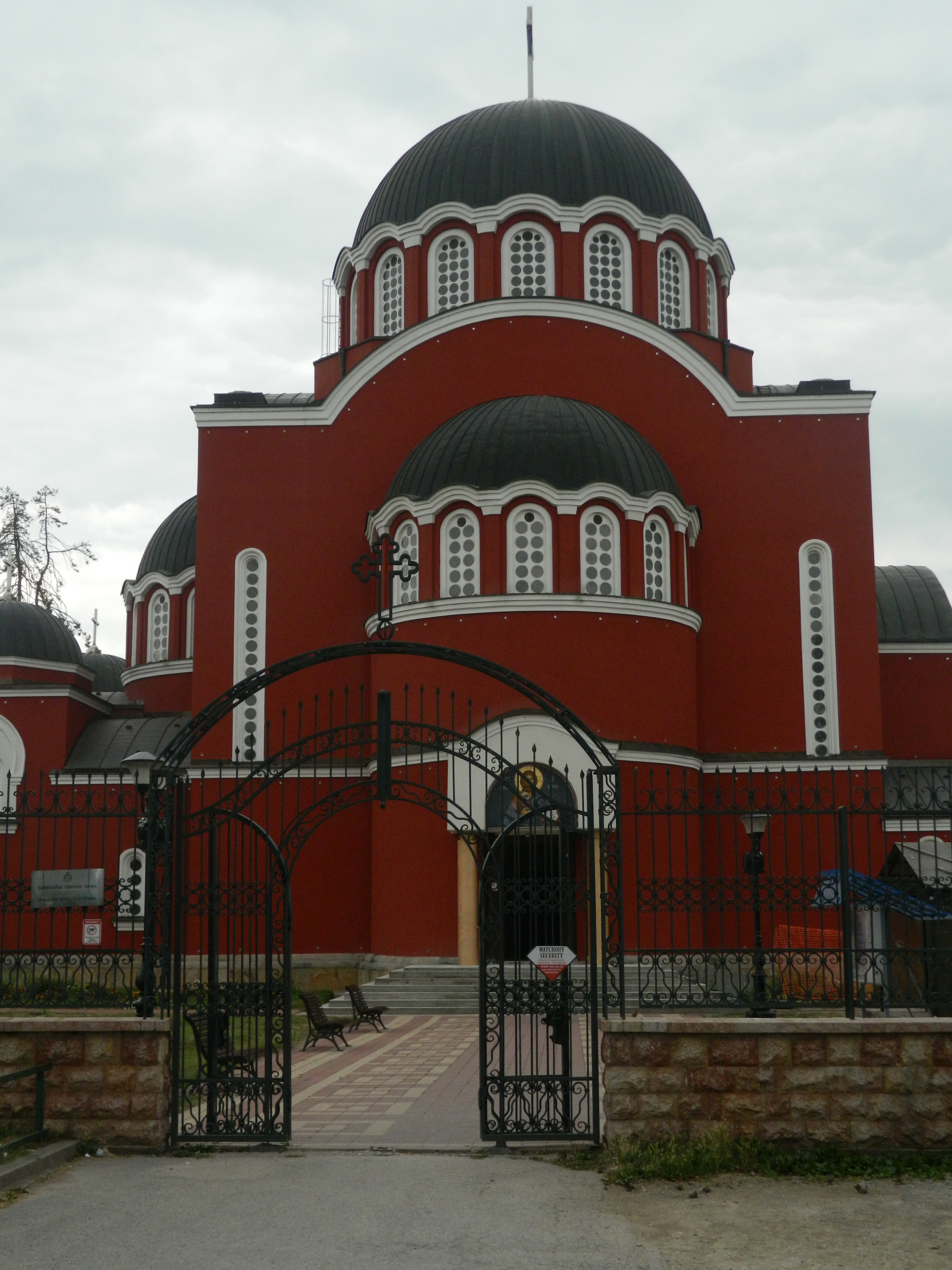
Sint-Savakerk
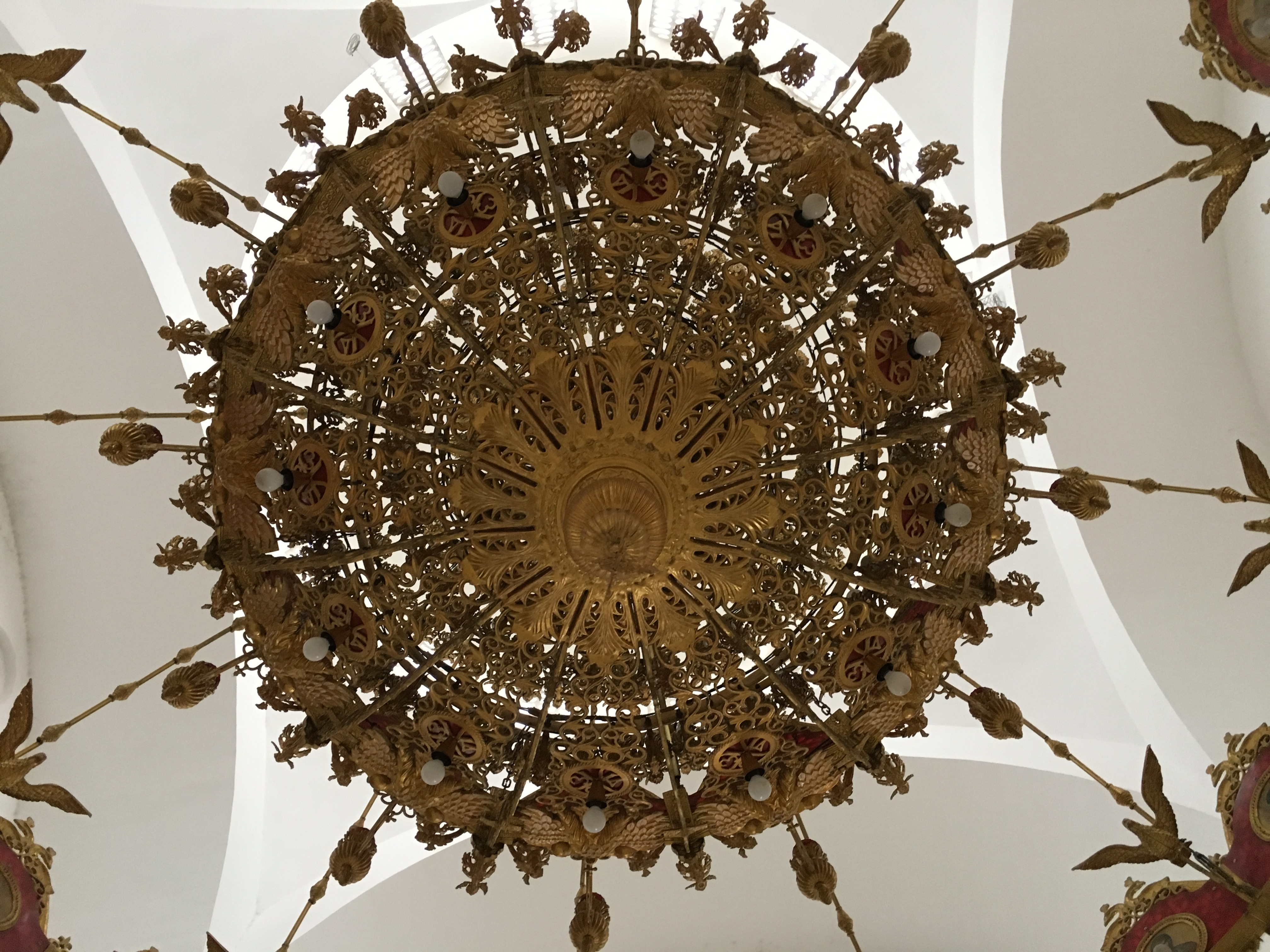
Interieur van de Sint-Savakerk
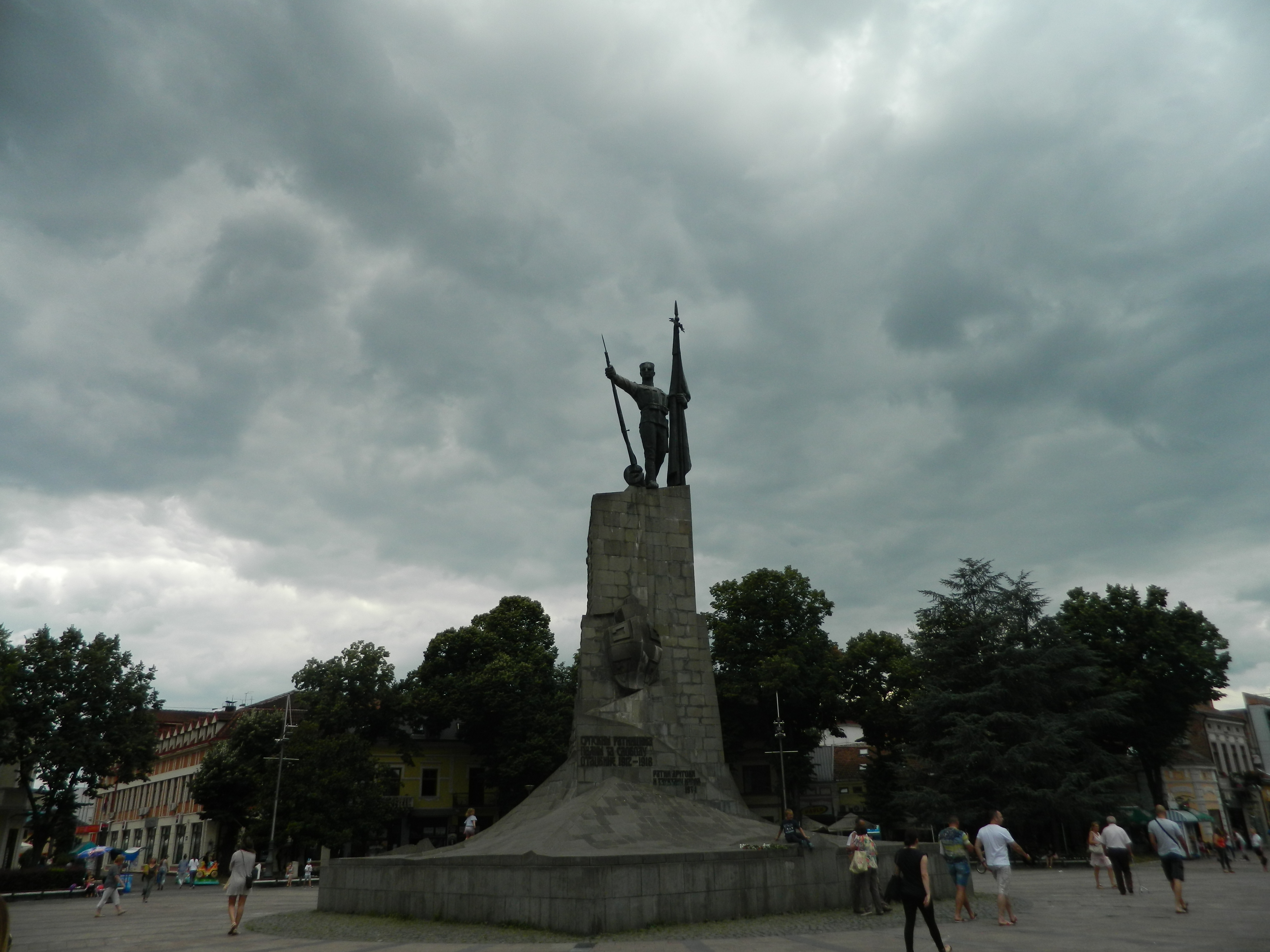
Oorlogsmonument

## Geboren
- Milan Dudić (1979), voetballer
- Aleksandar Trišović (1983), voetballer